# Tấn công ngăn chặn (chiến thuật hải quân)
Cuộc tấn công ngăn chặn hay bắn phá đập ngăn (tiếng Anh: barrage attack) (barrage: hàm nghĩa như các con đập dùng để ngăn chặn) là một biện pháp chống tàu ngầm được phát triển trong Trận chiến Đại Tây Dương trong Thế chiến II.
Nó được sử dụng lần đầu bởi 2 Nhóm hỗ trợ của Hải quân Hoàng gia Anh sau khi được phát triển bởi sĩ quan chỉ huy của Nhóm hỗ trợ, Hạm trưởng "Johnnie" Walker.
Cuộc tấn công ngăn chặn là một biện pháp được Walker nghĩ ra để đối phó với một chiếcU-boat đã lặn sâu, đội hộ tống tấn công bằng cách thả thùng nổ sâu. Thiết kế của tàu ngầm để chống lại áp lực cực lớn của nước ở độ sâu, khiến chúng cũng chịu được tác động của các vụ nổ dưới nước; một thùng nổ sâu (trong Chiến tranh thế giới thứ hai) sẽ cần phải nổ tung trong vòng 26 feet gần mục tiêu của nó để có thể gây ra ảnh hưởng nghiêm trọng.
Các cuộc tấn công này, khiến nhóm hỗ trợ hải quân gọi là nhóm "các ông trùm đặc biệt", với hành động của ba con tàu đang di chuyển ngang qua khu vực mục tiêu; theo lời chỉ huy, mỗi con tàu sẽ đặt một loạt các thùng nổ sâu, từng cái một, rải thảm chúng. Hiệu ứng đồng loạt của các vụ nổ, đôi khi lên tới 80 vụ nổ trong một cuộc tấn công sẽ có tác động tàn phá đối với mục tiêu của chúng.
Tấn công theo cách này tốn kém tài nguyên, và có thể nhanh chóng làm trống kho quân dụng tàu hộ tống, vì vậy nó chỉ có thể được sử dụng cho các trường hợp cần thiết. Việc tiến hành trang bị cho các đoàn tàu vận tải có thùng nổ sâu để tự hộ tống khi cần thiết đã giúp chúng tự vệ.
Sự ra đời của các loại vũ khí hiệu quả hơn, chẳng hạn như Squid và thùng nổ sâu Mk X cũng khiến cho việc tấn công trở nên ít cần thiết hơn.